# Estructura interna de la Lluna

Estructura interna de la Lluna

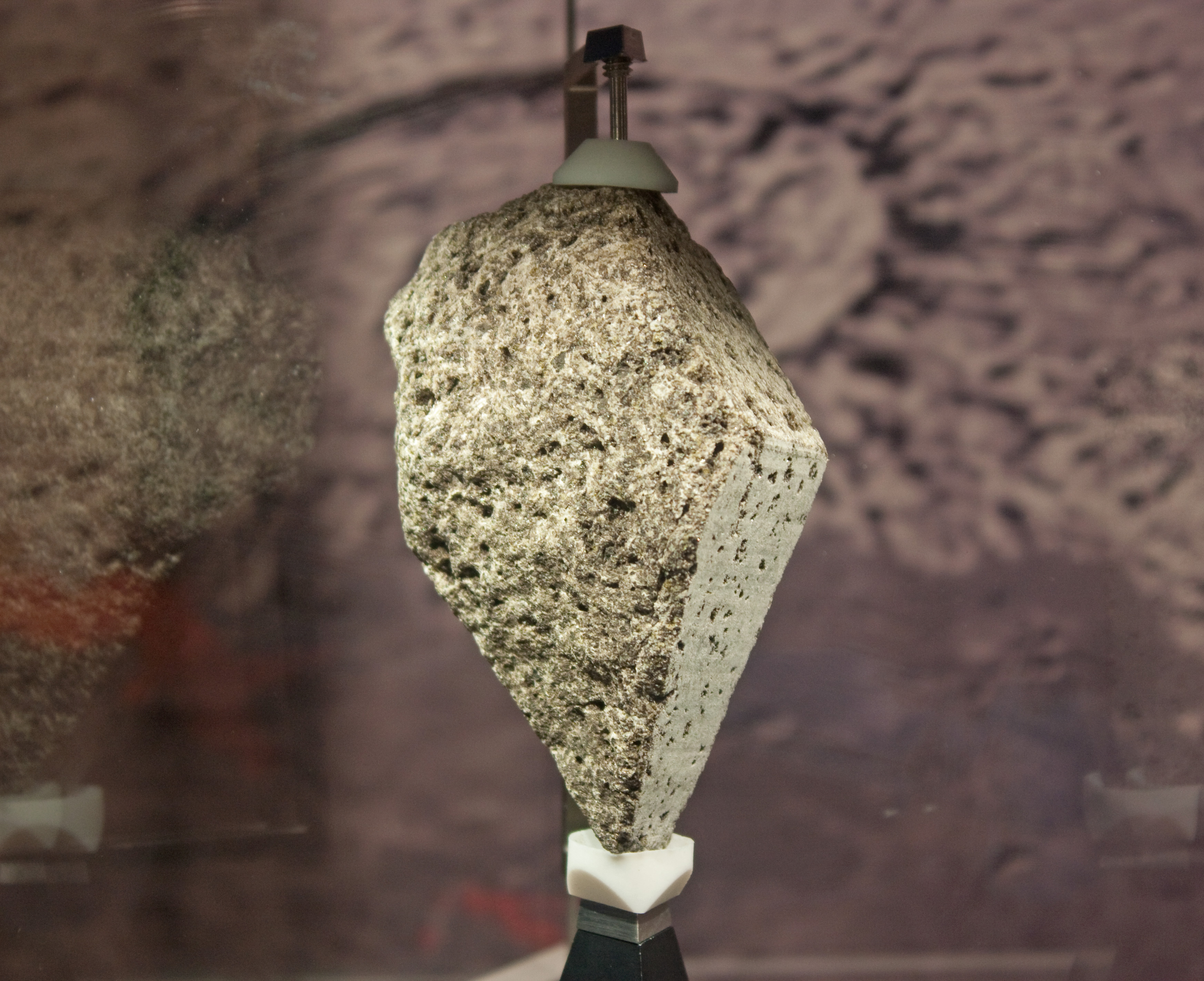
Basalt d'olivina recollida per l'Apollo 15.

Amb una densitat mitjana de 3.346,4 kg/m³, la Lluna és un cos diferenciat, que està compost d'una escorça, mantell, i nucli planetari geoquímicament diferent. Es creu que aquesta estructura s'ha derivat de la cristal·lització fraccionada d'un oceà de magma poc després de la seva formació fa uns 4,5 milions d'anys. L'energia requerida per fondre la porció externa de la Lluna s'atribueix comunament a l'esdeveniment del gran impacte que es postula per haver format el sistema Terra-Lluna, i la posterior reacracció del material en l'òrbita terrestre. La cristal·lització d'aquest oceà de magma hauria donat lloc a un mantell màfic i una escorça rica en plagiòclasi.
L'assignació geoquímica de l'òrbita implica que l'escorça de la Lluna és en gran part anortosítica en composició, coherent amb la hipòtesi de l'oceà magma. En termes d'elements, l'escorça lunar es compon principalment d'oxigen, silici, magnesi, ferro, calci, i alumini, però importants elements menors i traces, com ara titani, urani, tori, potassi, i hidrogen també estan presents. Basat en tècniques geofísiques, es calcula que l'escorça és de mitjana 50 km de gruix.
La fusió parcial del mantell de la Lluna va donar lloc a l'erupció dels basals dels «mare» a la superfície lunar. Les anàlisis d'aquests basalts indiquen que el mantell es compon predominantment dels minerals olivina, ortopiroxè i clinopiroxè, i que el mantell lunar és més ric que el de la Terra. Alguns basalt lunars contenen altes abundàncies de titani (present en el mineral ilmenita), suggerint que el mantell és altament heterogeni en la seva composició. Els terratrèmols lunars s'han trobat que es produeixen profundament dins del mantell de la Lluna a 1.000 km per sota de la superfície. Aquestes es produeixen amb periodicitats mensuals i estan relacionades amb les tensions de marees causades per l'òrbita excèntrica de la Lluna sobre la Terra. Alguns terratrèmols lunars poc profunds també s'han detectat amb hipocentres situats a prop dels 100 km per sota de la superfície, però es produeixen amb poc freqüència i semblen no estar relacionats amb les marees lunars.

Lluna – Oceanus Procellarum (Oceà de les Tempestes)
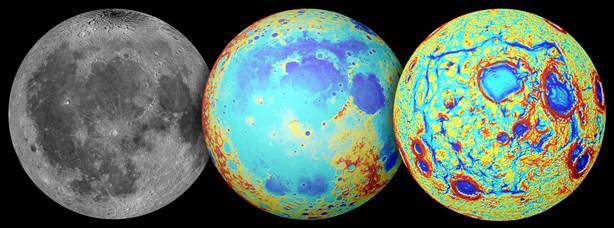
Antigues fosses tectòniques – estructura rectangular (visible – topografia – gradients de gravetat del GRAIL) (1 d'octubre de 2014).
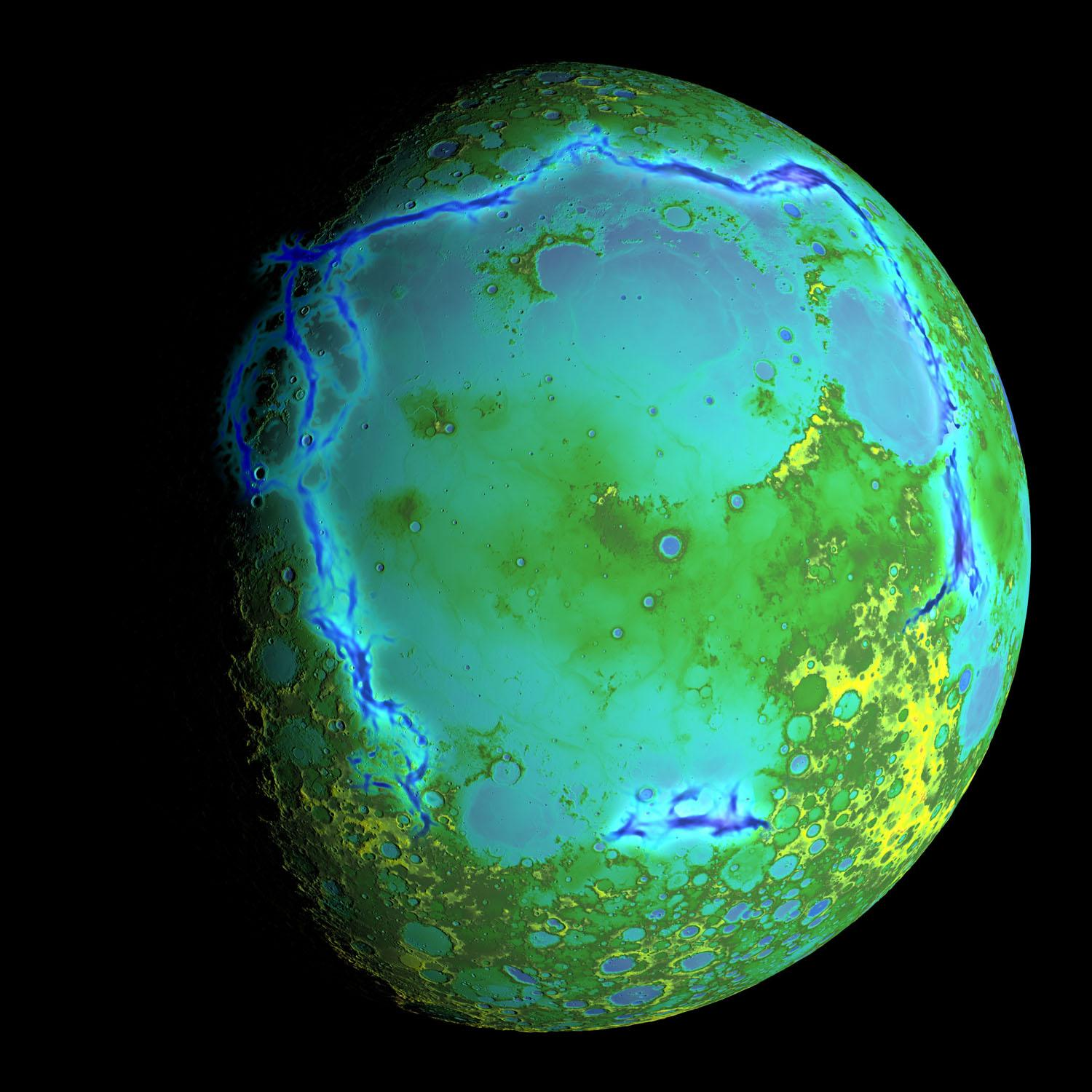
Antigues fosses tectòniques – context.
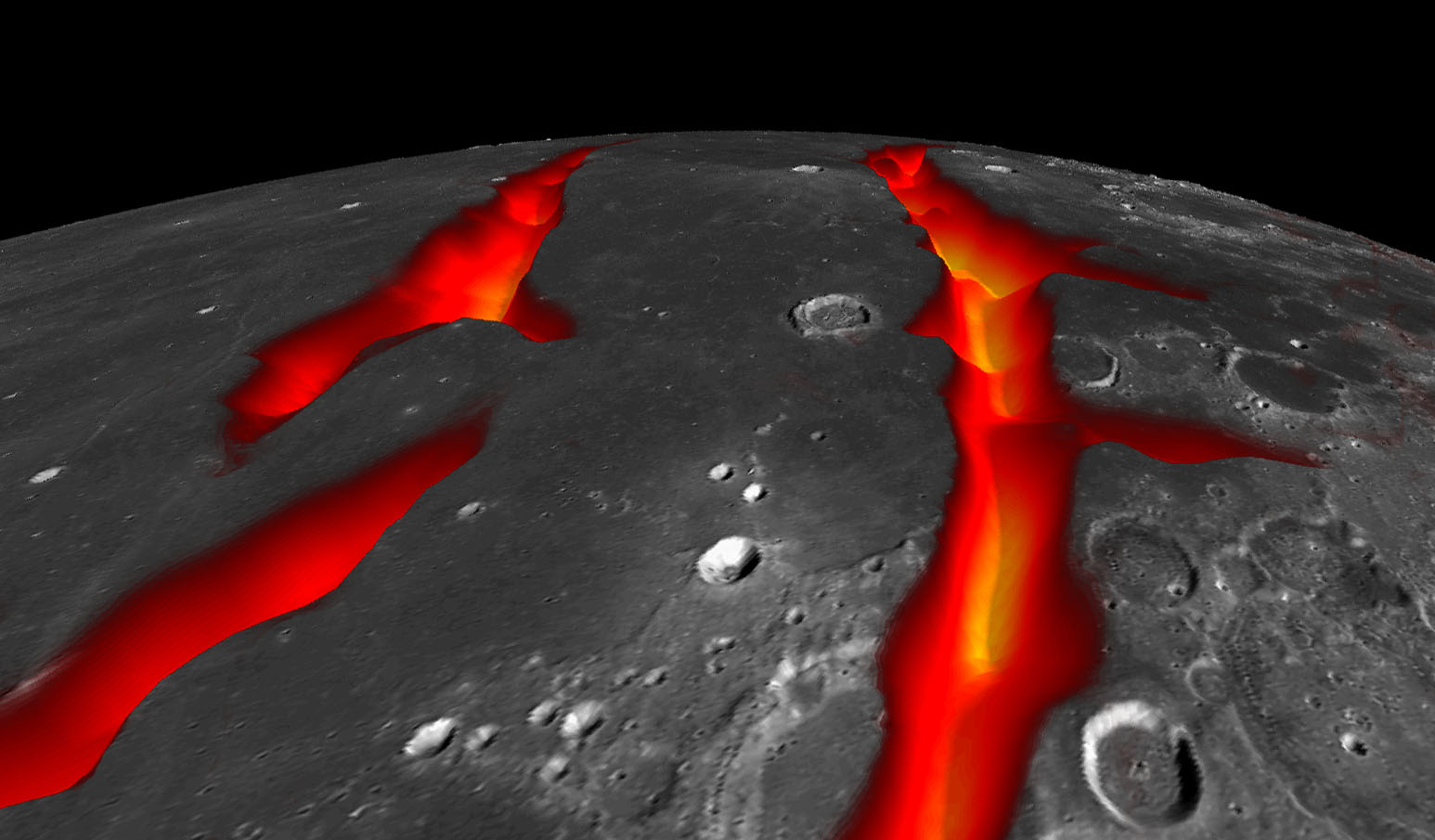
Antigues fosses tectòniques – Primer pla (concepte de l'artista).